# Nergård
Nergård AS er en norsk fiskeri- og fiskekoncern med hovedkvarter i Tromsø. De fanger fisk og skaldyr i havet ud for Norge og producerer fersk og frossen fisk på egne fabriksanlæg i Nord-Norge. Deres fiskekvote er årligt på samlet 30.000 tons fisk og skaldyr. Fiskeprodukterne inkluderer makrel, sej, torsk, kuller, rejer og krabber. Fiskene fanges af fem trawlere: J. Bergvoll, Kågtind, Senja, Breidtind og Sørkapp.
Nergård AS er ejet af selskaberne Norsk Sjømat AS (43,46 %), BTU Holding AS (16,64 %) og (Alda Seafood Norge AS 39,90 %)
I 2024 havde de ca. 500 ansatte og omsatte for 4,733 mia. norske kroner. Nergård AS blev etableret i 1992.